# おくるみ

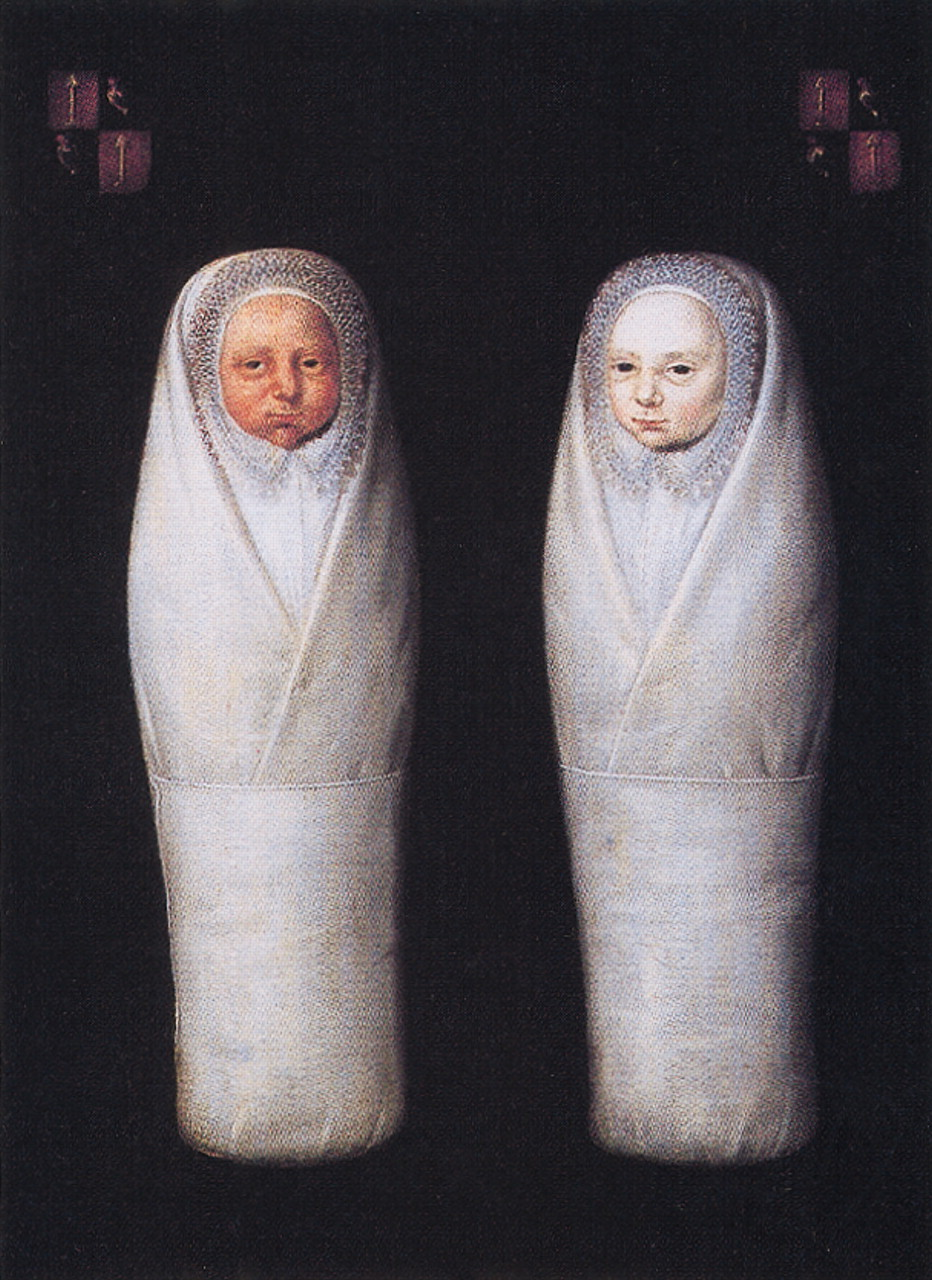
"De Wikkelkinderen" ／ユトレヒト同盟時代のネーデルラント（オランダの前身）で1617年に描かれた作者不明の油彩画。おくるみの双子。

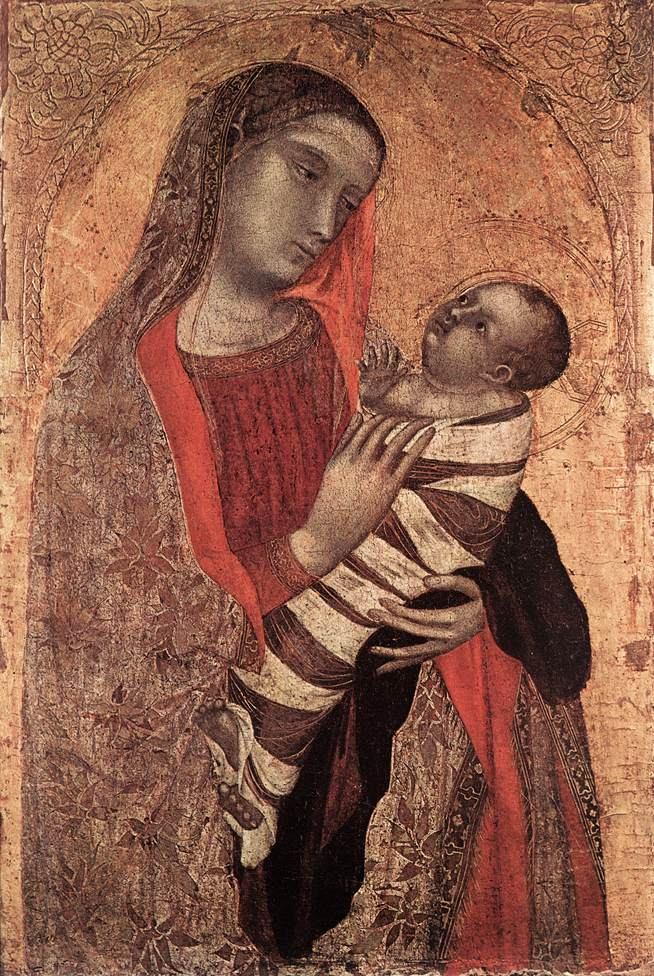
アンブロージョ・ロレンツェッティ "Madonna and Child"／1319年の油彩画。イタリア人画家の手になる聖母子像で、幼子イエスは包帯状の細長い布でくるまれている。幼子の腕は外に出ているし、巻き方は随分と緩い様子である。

おくるみ（御包み）とは、ベビー服（ベビーウェア、英語：babywear）の一種。赤ちゃん用の防寒着で、衣服の上から全身を包むものをいう。おおよそ首がまだ据わらないうちの赤ちゃん（新生児と低月齢児）のためのもので、体温や湿度の保持と姿勢の安定などを含む体の保護を主な目的として、小さな体をくるみ込む（すなわち、内包する）布や衣服である。日本語では、くるみ（包み）、または、くるみぶとん（包み布団）ともいう。
英語では「おくるみ」を "swaddle"、「おくるみを施す」ことを "swaddling" といい、現代日本語にもこれらに由来する外来語「スワドル」および「スワドリング」がある。また、「アフガン」という名称もあるが、これはおくるみの素材に手編みの一種である「アフガン編み」が多用されるうちに素材名から転じたとの推測がなされている。

## 概要
紀元前の遺跡からも小像が幾つも出土しており（ギャラリー参照）、時代と地域を越えて世界に広く存在することが分かっている。クレタ島にあるアヤ・トリアダ遺跡の紀元前26世紀のミノア文明に属する地層から発掘された複数の小像は、おくるみに包まれた赤子を単体で象ったもので、この頃からすでに包帯状の細長い何かでぐるぐる巻きにしていたことが確かめられる。また、ギリシアはアテネ近郊のアギア・パラスカヴィにある紀元前21世紀に属する遺跡の地層からは、おくるみに包まれた赤子を抱く母であろう人物の小像が発掘されている。
偏在するわけではないものの世界で広く用いられ続けているおくるみは、時代と地域によってある程度の差異がある。中世ヨーロッパのおくるみなどは、包帯状の布で一切の身動きが執れないほどガチガチに体を固定してしまうもので、18世紀の哲学者ジャン＝ジャック・ルソーが「精神と肉体の発育を妨げる」として旧態然とした極めて抑圧的な子供服全般を批判したのも納得させられる酷いものであった（右列上段の画像参照）。それ自体が酷く抑圧的な作りであった大人の衣装の縮小版に過ぎなかったヨーロッパの子供達の服の改革は、何世紀も取り沙汰された末にようやく果たされ、子供の体格や子供らしさに合わせた設計思想による子供服という概念が実現し、拘束し過ぎるおくるみも過去のものにされていった。そういったものに比べて、現代都市文明社会におけるおくるみは、少しも抑圧的ではない。

## ギャラリー

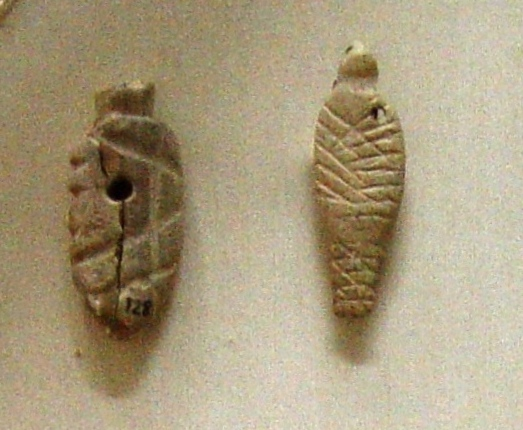
おくるみに包まれた赤子を象った小像／クレタ島にあるアヤ・トリアダ遺跡の紀元前26世紀ミノア文明に属する地層より出土。
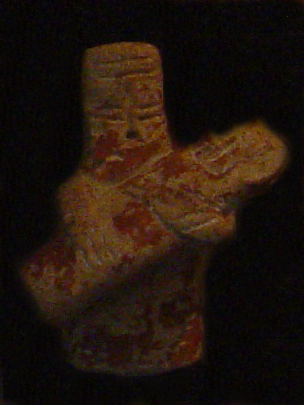
おくるみに包まれた赤子を抱く母の小像／ギリシアはアテネ近郊のアギア・パラスカヴィ（英語版）にある紀元前21世紀に属する遺跡の地層より出土。
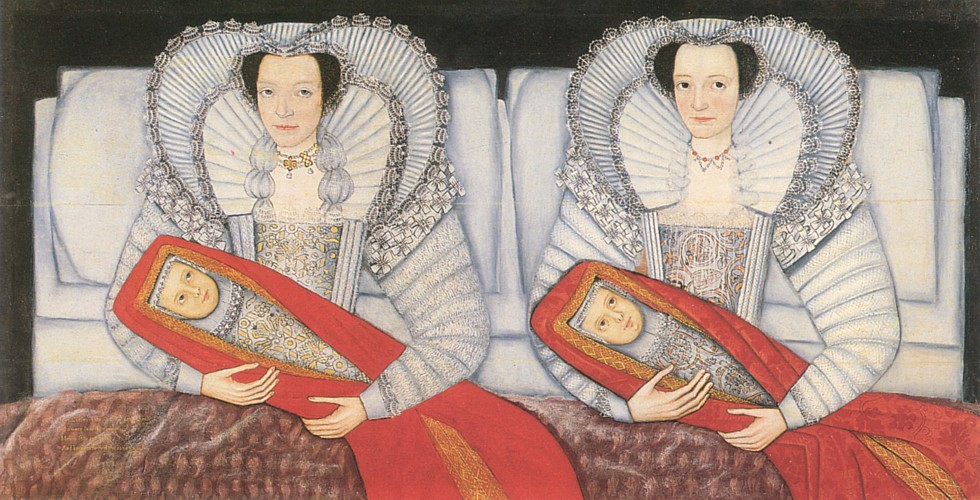
チャムリーレディース（英語版）／1599年-1603年間の作。イングランド。
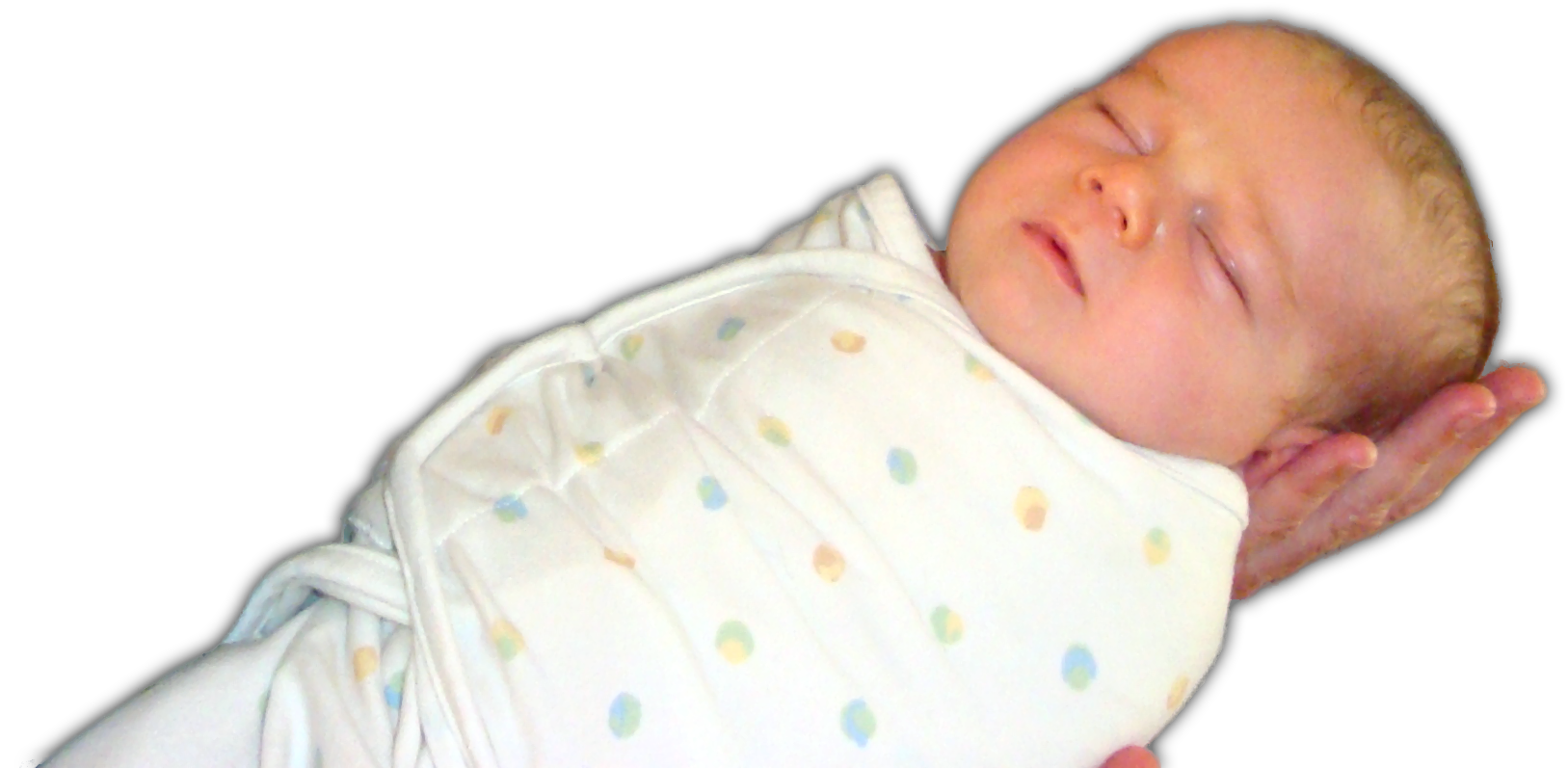
おくるみに包まれ、腕に抱かれて眠る赤ちゃん／21世紀初期。
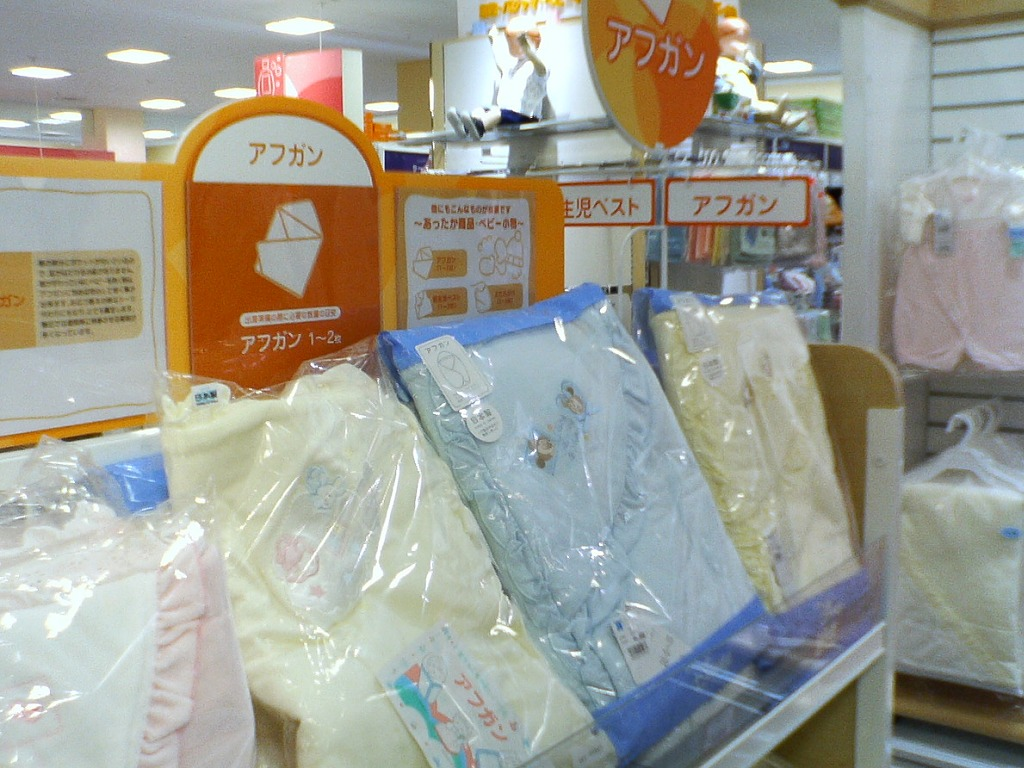
現代におけるスワドリング商品の代表的な一つともいえるアフガンの売り場。